# Kterm
kterm(Kagotani term)は、X Window System上のターミナルエミュレータである。
ktermは、xtermからの派生ターミナルエミュレータの1つであり、日本語の表示をサポートしている。日本語のマニュアルやjlessなどの日本語が表示できるようにする環境を導入することで、快適に使用することができるようになる。